# Renault ZOE

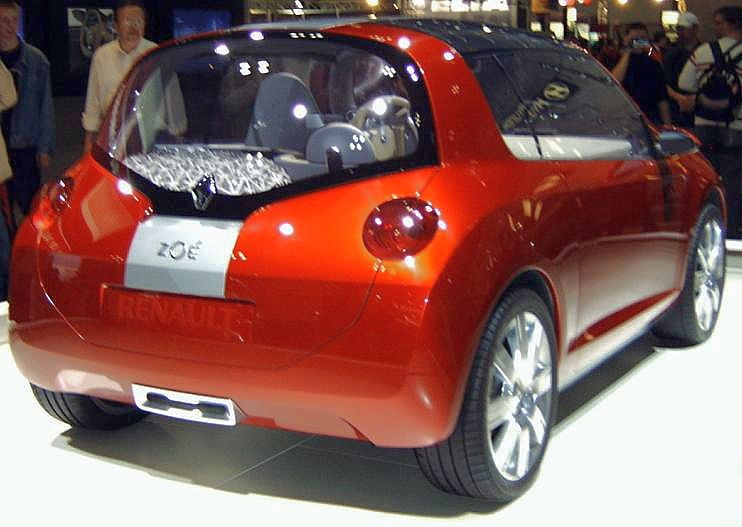
Renault Zoe; de conceptversie.

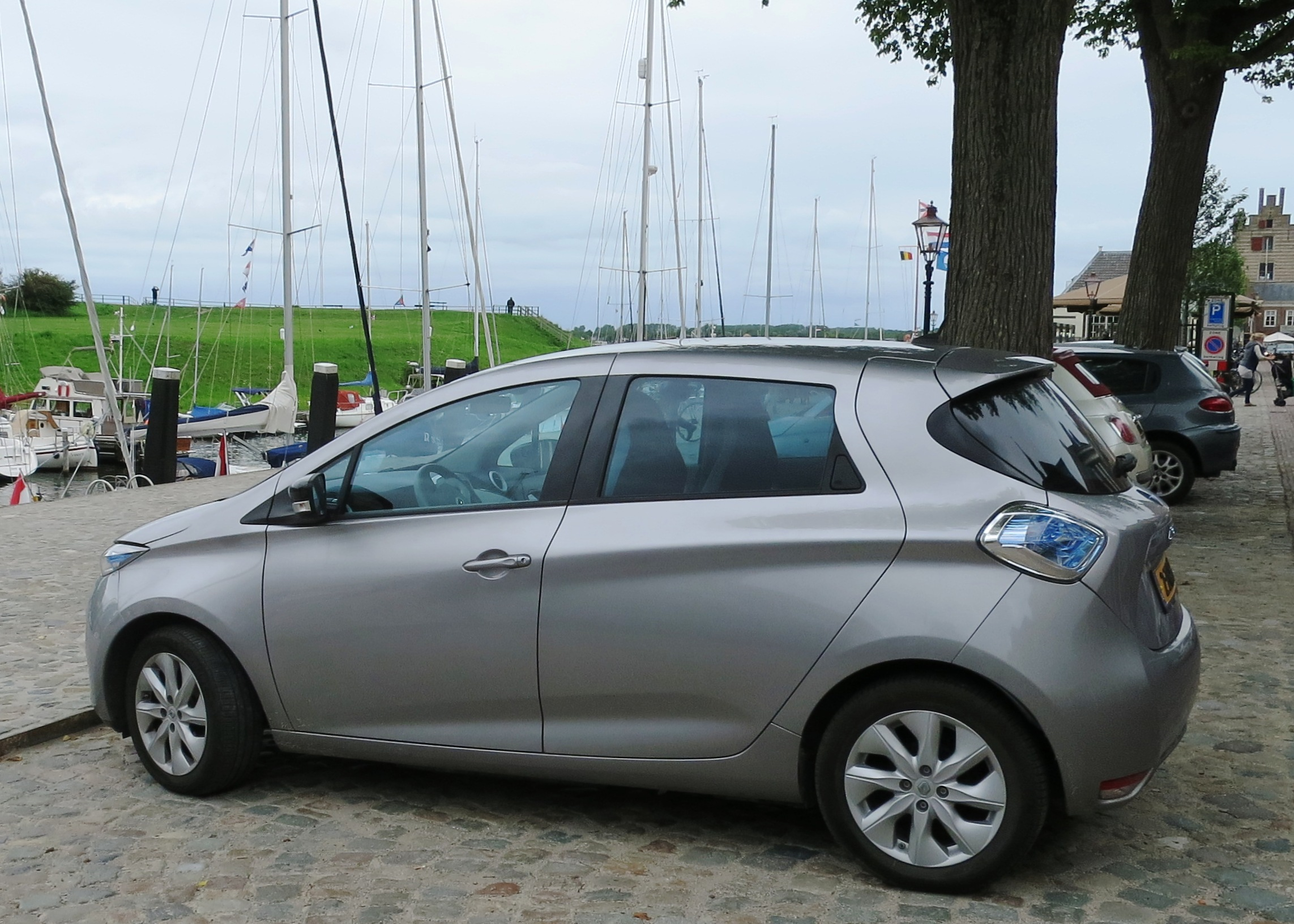
Renault ZOE, definitieve versie

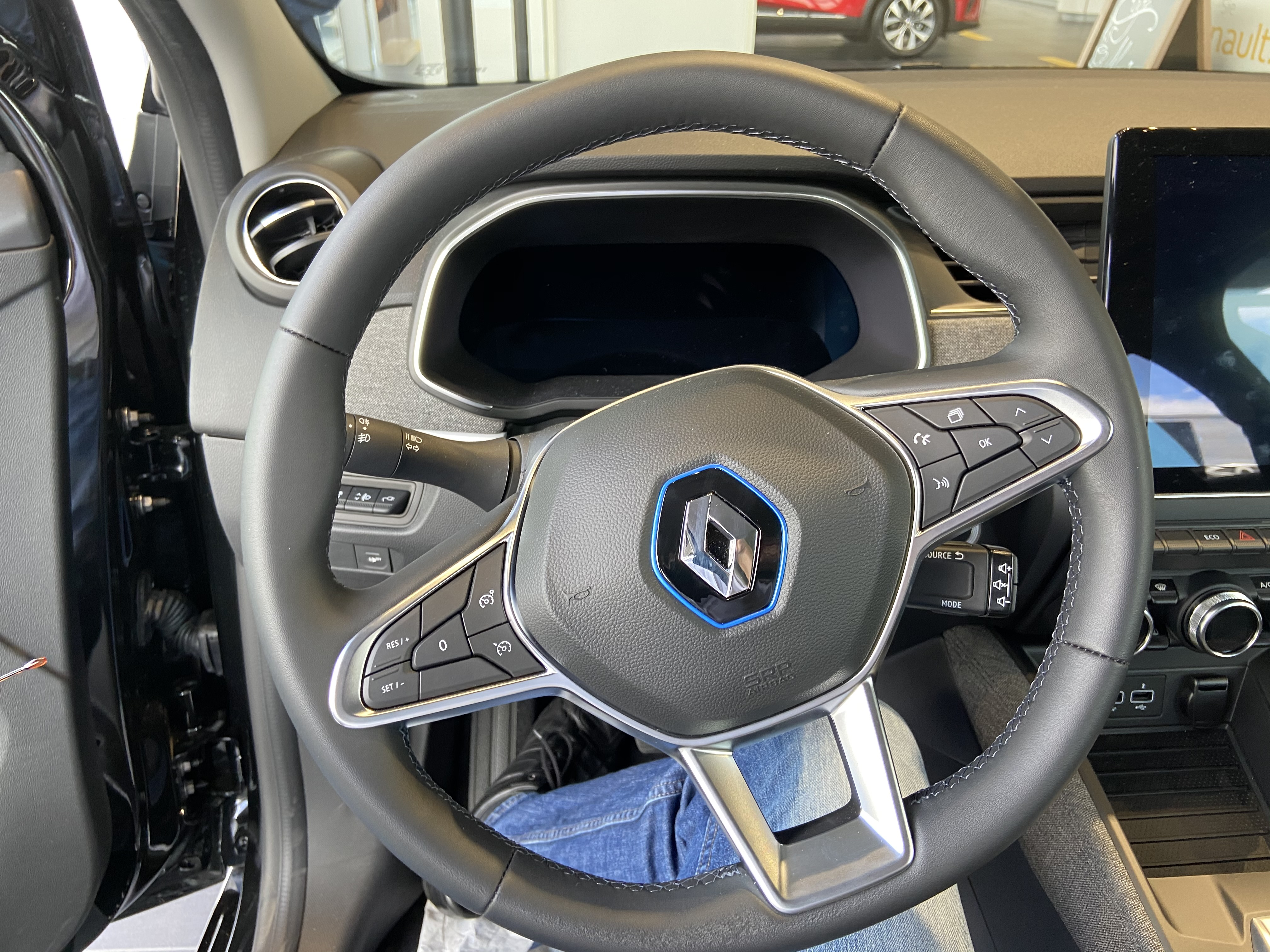
Cockpit

De ZOE is een hatchback van het Franse automerk Renault. De auto is een volledig elektrische auto. De auto werd in het tweede kwartaal van 2013 op de Nederlandse markt gebracht. In de eerste helft van 2020 was de ZOE de best verkochte elektrische auto van Europa. De in 2019 geïntroduceerde derde generatie heeft een WLTP-actieradius van 390 km.
In 2012 was de – nog niet publiek beschikbare – Zoe de eerste elektrisch aangedreven auto die 1600 elektrische kilometers aflegde binnen 24 uur.

## Modellen
De auto is leverbaar in vier modellen: Zoe Life, Zoe Zen, Zoe Intens en de Zoe Edition One.  Zoe Life is de basisvariant, de Zoe Zen en Intens de meest uitgeruste varianten van de auto. Deze wordt gefabriceerd in Flins, Frankrijk.
Vanwege het gebrek aan geluid bij een elektrische motor is de Zoe uitgerust met een voetgangers-waarschuwingssysteem genaamd Z.E. Voice. Dit systeem zorgt ervoor dat er tussen de 1 en 30 km/h een bepaalde toon wordt gemaakt waardoor de auto van een afstand te horen is. De auto toont diverse overeenkomsten met de Renault Clio. Verschillen zijn onder meer het hogere gewicht van de Zoe en de grotere kofferbak.

## Opladen
Het opladen van de auto verloopt afhankelijk van welke spanningsbron er beschikbaar is. Renault maakt onderscheid in vier verschillende oplaadmanieren: langzaam/nood, standaard, snel en versneld. Sinds 2015 levert Renault optioneel een zogenaamde noodkabel waarmee de Zoe via een stopcontact is op te laden. Hoewel dit langzaam gaat (ca. 2,3 kW) is het een alternatief als er geen laadpaal is.
Standaard opladen gaat via een (semi)publieke laadpaal of wallbox thuis en duurt tussen één en negen uur afhankelijk van hoeveel energie het (thuis)laadpunt kan leveren. Dit kan variëren tussen 3,7 kW en 22 kW waarmee de Zoe in een uur tijd van 0 tot 100% is op te laden. De snelste manier om de Zoe (Q-variant) weer volledig op te laden is bij een snellader van 43 kW, die zich bevindt bij onder andere Fastned. Deze laadt de auto in een ruim kwartier op van 30 tot 80%. Er is een zogenaamde Chameleonlader in de auto gebouwd. Hiermee kan de wagen (zowel R als Q-variant) op vrijwel alle laadpunten op het maximaal aangeboden vermogen geladen worden. De Zoe is daarmee een van de weinige EV's die op 22 kW kan laden bij een laadpaal.

## Actieradius
De actieradius verschilt per model en per generatie. Onderling zijn deze niet goed te vergelijken doordat per 1 september 2018 een andere testmethode wordt gebruikt.
De in 2019 geïntroduceerde derde generatie heeft een accu van 52 kWh en daarmee een WLTP-actieradius van 390 km.
In productie:
5 E-Tech · 
Arkana · 
Austral · 
Captur · 
Clio · 
Espace · 
Kadjar · 
Kangoo · 
Koleos · 
Master · 
Mégane · 
Mégane E-Tech · 
Rafale · 
Scenic E-Tech · 
Symbioz · 
Symbol · 
Trafic · 
Twingo · 
Twingo Electric · 
Zoe

Uit productie:
3 · 
4 · 
5 · 
6 · 
7 · 
8 · 
9 · 
10 · 
11 · 
12 · 
14 · 
15 · 
16 · 
17 · 
18 · 
19 · 
20 · 
21 · 
25 · 
30 · 
2CV · 
4CV · 
Avantime · 
Caravelle · 
Dauphine · 
Domaine · 
Estafette ·
Express · 
Floride · 
Fluence ·
Frégate · 
Fuego · 
Juvaquatre ·
Laguna · 
Latitude · 
Modus · 
Nervastella · 
Novaquatre · 
Ondine · 
Prairie · 
Primaquatre · 
Rodeo · 
Safrane · 
Savanne · 
Scénic · 
Spider · 
Talisman · 
Thalia · 
Twizy · 
Vel Satis · 
Vivasport · 
Vivastella · 
Wind